# Instituts de village
Les instituts de village (köy enstitüleri en turc) étaient un système éducatif turc crée en 1940 sous l'impulsion du ministre Hasan Âli Yücel et opérationnel jusqu'en 1954. Dans ce système éducatif exclusif à la Turquie, les études duraient cinq ans après l’école primaire et comprenaient une bonne partie d’enseignement professionnel, principalement dans les domaines de l’agriculture et de l’artisanat.
À côté de l’enseignement professionnel, adapté dans le domaine agricole aux besoins de la région voire de la saison, on y trouvait un enseignement culturel. Ainsi la journée commençait par une séance de gymnastique  ou de danses populaires, et chaque élève y était tenu de pratiquer un instrument de musique. Le chanteur et musicien Aşık Veysel enseigna le saz dans ce type d’établissement.